# Konwencja w sprawie zapobiegania i karania zbrodni ludobójstwa
Konwencja w sprawie zapobiegania i karania zbrodni ludobójstwa – uchwalona przez Zgromadzenie Ogólne ONZ 9 grudnia 1948 r. w Paryżu konwencja międzynarodowa, regulująca postępowanie ONZ w sytuacji zaistnienia ludobójstwa w rozumieniu tej konwencji. Weszła w życie 12 stycznia 1951 roku zgodnie z warunkiem przewidzianym w art. XIII. Zarejestrowana tego dnia przez Sekretariat ONZ zgodnie z art. 102 Karty NZ pod nr. 1019.
Spisana w językach miarodajnych: angielskim, chińskim, francuskim, hiszpańskim i rosyjskim (art. X). Depozytariuszem jest Sekretarz Generalny ONZ (art. XI). Do rozwiązywania sporów właściwy jest Międzynarodowy Trybunał Sprawiedliwości na wniosek którejkolwiek strony w sporze (art. IX). Stronami Konwencji są 152 państwa.
Dominikana podpisała ją wkrótce po uchwaleniu, lecz odmawia ratyfikacji.
Została ratyfikowana przez Polskę 22 września 1950, zgodnie z ustawą z 18 lipca 1950 r. o czym powiadomiono depozytariusza 14 listopada 1950 z zastrzeżeniami do art. IX (konieczność uzyskania zgody wszystkich stron w sporze w każdym poszczególnym przypadku wniesienia sprawy do Międzynarodowego Trybunału Sprawiedliwości) i XII (konieczność stosowania Konwencji do wszystkich terytoriów).

Strony Konwencji
Podpisanie i ratyfikowanie
Przystąpienie lub sukcesja
Podpisanie bez ratyfikacji

     Podpisanie i ratyfikowanie
     Przystąpienie lub sukcesja
     Podpisanie bez ratyfikacji

## Historia
Do drugiej połowy XX wieku tylko nieliczne władze państwowe uważały rządzonych przez siebie ludzi za posiadających prawa obywateli. Traktowały ich raczej jako poddanych, którzy mają się podporządkować gospodarczym i politycznym interesom władz. W polityce mocarstw dominował imperializm. Nie istniały znaczące grupy przeciwników polityki eksterminacyjnej ani nawet jej skrajnej, ludobójczej odmiany. Dopiero ludobójstwo prowadzone w całej Europie przez hitlerowskie Niemcy, a zwłaszcza okrucieństwa Holokaustu, sprawiły, że silniej dostrzeżono potrzebę wprowadzenia do prawa międzynarodowego ustaw przeciwko ludobójstwu, w tym do Konwencji ONZ.
Głównym twórcą tego traktatu międzynarodowego był Rafał Lemkin, polski prawnik, który w 1941 znalazł się ostatecznie w USA. Lemkin pracował nad koncepcją ludobójstwa (określaną przez niego wówczas jako „akty barbarzyństwa”) jeszcze przed wojną. On też jest autorem następującej definicji ludobójstwa, rozumianego jako zbrodnia przeciwko grupie narodowej lub plemiennej:

Ogólnie mówiąc, ludobójstwo (wyniszczenie narodu) niekoniecznie oznacza natychmiastową destrukcję narodu, z wyjątkiem gdy jest ono dokonane przez masowe zabójstwa wszystkich członków tego narodu.
W naszym zamiarze powinno ono oznaczać raczej skoordynowany plan różnych działań nakierowanych na destrukcję podstawowych fundamentów życia grup narodowych, celem unicestwienia tych właśnie grup. Celami takiego planu może być dezintegracja instytucji politycznych i społecznych, kultury, języka, uczuć narodowych, religii oraz ekonomicznej egzystencji grup narodowych, zniszczenie osobistego bezpieczeństwa, wolności, zdrowia, godności, a nawet życia jednostek należących to tych grup.
Ludobójstwo (wyniszczenie narodu) wymierzone jest przeciwko grupie narodowej jako całości i działania z nim związane są nakierowane przeciwko jednostkom, nie w całej ich masie, ale przeciwko nim jako członkom tej grupy narodowej.

## Zakres i zasady stosowania
Zgodnie z artykułem VIII rząd każdego kraju-sygnatariusza może wnieść oskarżenie o ludobójstwo do Rady Bezpieczeństwa ONZ, która w sytuacji, gdy ustali, że dochodzi do ludobójstwa, może następnie zarządzić „przedsięwzięcie przewidzianych w Karcie Narodów Zjednoczonych środków, które uzna za odpowiednie dla zapobieżenia i stłumienia aktów ludobójstwa lub innych czynów wymienionych w Artykule III”, na przykład „usiłowanie popełnienia ludobójstwa” i temu podobne.
Istotnymi postanowieniami w konwencji w sprawie ludobójstwa było zakazanie ludobójstwa oraz wymóg interwencji w wypadku jego wystąpienia. Jednakże jej autorzy tak starannie określili warunki, które osłabiają te dwa elementy, że w rzeczywistości konwencja nie jest skuteczna.
Konwencja nie obejmuje grup mordowanych z powodów politycznych lub traktowanych jako cele ekonomiczne, a zakazuje ludobójstwa grup „narodowych, etnicznych, rasowych lub religijnych” (art. II). Ponadto Konwencja nie zawiera definicji ludobójstwa, ani nie określa obiektywnych kryteriów (takich jak np. próg liczbowy zabitych ludzi), które pozwoliłyby społeczności międzynarodowej szybko ustalić fakt ludobójstwa.
Konwencja nie traktuje ludobójstwa – a ściśle: masowego zabijania – jako elementu polityki eksterminacyjnej. W związku z tym „czystka etniczna”, czyli wysiedlanie olbrzymich populacji, ale mordowanie przy tym „tylko” niewielkiego ich odsetka (choćby ten niewielki odsetek oznaczał śmierć wielu tysięcy) – nie wchodzi w zakres konwencji w sprawie ludobójstwa (czyny takie obejmują zbrodnie przeciw ludzkości).

## Wpływ
Konwencja o niestosowaniu przedawnienia wobec zbrodni wojennych i zbrodni przeciw ludzkości z 1968 zaliczyła zbrodnie wymienione w Konwencji z 1948 do nieprzedawnionych. Ludobójstwo zaliczono do zbrodni, do rozpatrywania których właściwy jest Międzynarodowy Trybunał Karny (definicję z 1948 powtarza art. 6 Statutu).
Prawo obowiązujące w Polsce powiela wyliczenie z art. II Konwencji dodając grupy polityczne i światopoglądowe:

Art. 118
§ 1. Kto, w celu wyniszczenia w całości albo w części grupy narodowej, etnicznej, rasowej, politycznej, wyznaniowej lub grupy o określonym światopoglądzie, dopuszcza się zabójstwa albo powoduje ciężki uszczerbek na zdrowiu osoby należącej do takiej grupy, podlega karze pozbawienia wolności na czas nie krótszy od lat 12, karze 25 lat pozbawienia wolności albo karze dożywotniego pozbawienia wolności.
§ 2. Kto, w celu określonym w § 1, stwarza dla osób należących do takiej grupy warunki życia grożące jej biologicznym wyniszczeniem, stosuje środki mające służyć do wstrzymania urodzeń w obrębie grupy lub przymusowo odbiera dzieci osobom do niej należącym, podlega karze pozbawienia wolności na czas nie krótszy od lat 5 albo karze 25 lat pozbawienia wolności.